# No Way Out (1950)
No Way Out é um filme estadunidense  de 1950, dos gêneros drama, noir e policial, dirigido por Joseph L. Mankiewicz, roteirizado pelo diretor e Lesser Samuels, música de Alfred Newman.

## Sinopse
Um marginal descarrega todo seu racismo contra o médico negro nas mãos de quem seu irmão faleceu.

## Elenco
- Richard Widmark ....... Ray Biddle
- Linda Darnell ....... Edie Johnson
- Stephen McNally ....... Dr. Dan Wharton
- Sidney Poitier ....... Dr. Luther Brooks
- Mildred Joanne Smith ....... Cora Brooks
- Harry Bellaver ....... George Biddle
- Stanley Ridges ....... Dr. Sam Moreland
- Dots Johnson ....... Lefty Jones